# Масюткин, Евгений Петрович
Евгений Петрович Масюткин (род. 23 октября 1961) — ректор Керченского государственного морского технологического университета, кандидат технических наук, профессор, специалист в области энергетики.

## Биография
В 1992 году защитил диссертацию на соискание ученой степени кандидата технических наук по теме «Оптимизация электронной системы автоматизации вождения корнеуборочной машины с целью повышения точности её движения».
С 2006 года ректор КГМТУ.
Является членом партии «Единая Россия»
Депутат Керченского городского совета 6-го созыва
Избран президентом ассоциации профессиональных восточных единоборств (АПВЕ) «Митридат», в которую входит около 500 спортсменов и самые подготовленные из них участвуют в широко афишированных соревнованиях.
Постоянное место жительства город Керчь.
6 марта 2022 года после вторжения России на Украину подписал письмо в поддержу действий президента Владимира Путина.

## Награды
- Почетная грамота Президиума Верховной Рады Автономной Республики Крым (2011 год).[7]

## Изобретения
- Устройство для автоматического вождения самоходных колесных сельскохозяйственных машин (Авторское свидетельство СССР SU 1817959)[10]